# Otto Robert Hauser

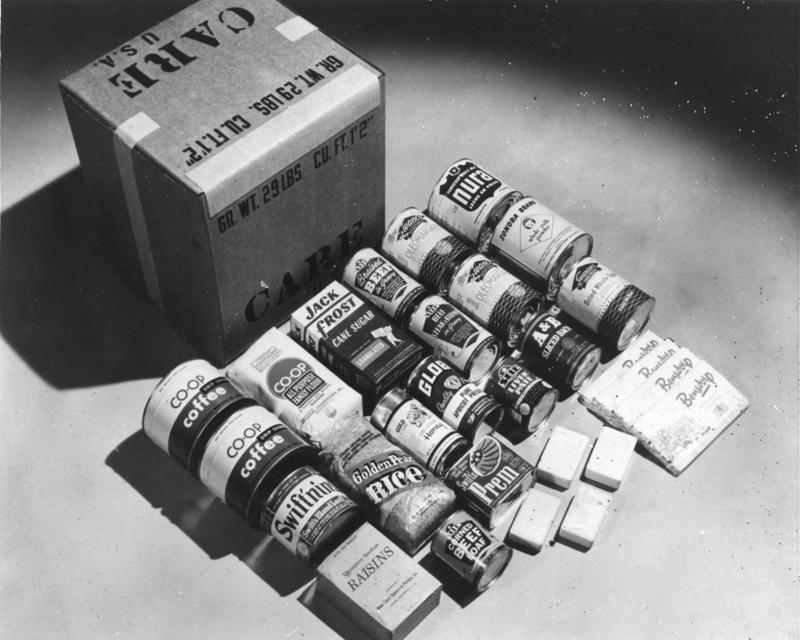
Der Inhalt eines Care-Paketes in Westdeutschland im Jahr 1948

Otto Robert Hauser (* 11. Mai 1886 in Kilchberg bei Tübingen (jetzt ein Stadtteil); † 24. Februar 1972 in Madison, Wisconsin) war ein deutsch-amerikanischer Politiker und Philanthrop.  

## Leben und Wirken
Otto Robert Hauser war der Sohn eines Lehrers, Christian Jakob Hauser, und wuchs in einer komfortablen Mittelklasse-Umgebung auf. Er besuchte das Tübinger Uhland-Gymnasium und studierte ab 1904 an der Eberhard Karls Universität Tübingen Philosophie und Jura. Im Jahr 1906 beendete Hauser sein Studium und emigrierte in die Vereinigten Staaten. In Chicago fand Hauser eine Anstellung bei Marshall Field & Co. und später in einer Reihe von Handwerkertätigkeiten. Gleichzeitig durchlebte Hauser eine spirituelle Krise, die ihn schließlich zum Rochester Theological Seminary und dem University of Chicago Theological Seminary führte. Im Jahr 1912 wurde Hauser Pastor einer Kirche in Englewood, einem Armenviertel von Chicago, wo er half, eine Lebensmittel-Genossenschaft zu gründen. Im Jahr 1915 nahm er einen Ruf an die Immanuel Baptist Church (später die Erste Deutsche Baptistengemeinde) in Milwaukee an, wo er bis Ende 1927 blieb, um sich der Politik zu widmen. In diesen Jahren leitete er den Bau einer neuen Kirche und des Baptistischen Roger Williams Hospitals und Altenheims.
Im Jahr 1916 trat Hauser der Sozialistischen Partei bei, an deren Tätigkeit er sich schon zuvor beteiligt hatte. Er hielt eine Reihe von Posten in der Partei, unter anderem als Direktor der Geschäftsleitung in Milwaukee. Im Jahr 1928 kandidierte er für die Sozialistische Partei als Gouverneur von Wisconsin gegen den Republikaner Walter Kohler und belegte mit 3,7 Prozent der Stimmen den dritten Platz. Er versuchte es noch einmal im Jahr 1934, dieses Mal bei der Wahl für den Kongress, und obwohl er verlor, erreichte er einen respektablen zweiten Platz. Zwischen 1932 und 1940 war Hauser Sekretär des sozialistischen Bürgermeisters von Milwaukee, Daniel Hoan. Nach Hoans Niederlage im Jahre 1940 wandte sich Hauser dem Immobiliengeschäft zu und unterstützte seinen Bruder beim Aufbau des Hauser Housing Service.
Im Jahr 1945 half Hauser bei der Gründung der Wohltätigkeitsorganisation American Relief for Germany, einer von 22 Organisationen, die CARE-Pakete verschickte. Er diente während ihres Bestehens von 1945 bis 1951 als deren Präsident. Im Jahr 1947 reiste er durch ganz Deutschland und sein Bericht über die dortigen Lebensbedingungen hat dazu beigetragen, Unterstützung bei der notwendigen Sanierung Deutschlands zu leisten. Er erstellte einen Film mit dem Namen "Give them hope" über die Situation in Deutschland nach dem Krieg, mit dem er in den USA für Spenden und Geschenke warb.
Hausers Bemühungen ermöglichten es, dass American Relief for Germany fast $ 3.500.000 an Hilfe leisten konnte. In Anerkennung seiner Verdienste verlieh ihm die Bundesrepublik Deutschland 1956 das Bundesverdienstkreuz Erster Klasse.
Hauser arbeitete bis zu seiner Pensionierung im Jahre 1963 im Immobiliengeschäft. Er starb am 24. Februar 1972  in Madison.